# Rapa Nui (filme)
Rapa Nui é um filme de 1994 que faz uma leitura a respeito da vida dos povos que habitaram a Ilha de Páscoa num período anterior à chegada dos europeus. Tal leitura fica de acordo em boa medida com os estudos acadêmicos sobre a ilha, apesar de alguns anacronismos notórios e da inevitável liberdade tomada pelo diretor em determinados trechos da obra.

## Sinopse
O filme decorre no ano de 1680, quando a ilha ainda estaria dividida em duas classes, os Orelhas Grandes e os Orelhas Pequenas, que eram discriminados pelos primeiros. Anualmente eram selecionados jovens para o reconhecimento do deus Hotu-Matua, um dos protetores da ilha. Jovens de vários clãs dos Orelhas Grandes passavam por uma série de provas, que incluiam descidas de penhascos, nado exaustivo num mar repleto de tubarões, até uma ilhota onde eles deveriam pegar um ovo de uma espécie de pássaro. Quem primeiro retornasse com o ovo do pássaro intacto seria reconhecido como "homem-pássaro", adquirindo regalias perante os demais membros do clã. O filme não abre mão, contudo, de um romance para tornar a trama mais popular. Assim, o direito de possuir Ramãnna (Sandrine Holt), uma integrante do clã dos Orelhas Pequenas, também entra em jogo durante a disputa dos candidatos a "homem-pássaro". Como pano de fundo de toda essa trama, é possível perceber algumas das  hipóteses mais aceitas sobre como os grandes moais foram construídos e levados até os mais diversos pontos da ilha, bem como sobre as crenças e os costumes dos povos da ilha, que tanto despertaram curiosidade e propiciaram a ufólogos e afins as mais diversas teorias explicativas sobre a presença de vida extraterrestre na Terra.